# Lilliput-Nunatakker
Die Lilliput-Nunatakker umfassen drei 600 bis 700 m hohe Nunatakker an der Oskar-II.-Küste des Grahamlands im Norden der Antarktischen Halbinsel. Sie ragen 5 km nördlich des Gulliver-Nunataks in südost-nordwestlicher Ausrichtung auf. Die Südostflanken dieser Nunatakker sind unverschneit.
Der Falkland Islands Dependencies Survey kartierte sie 1947. Im selben Jahr entstanden Luftaufnahmen durch die US-amerikanische Ronne Antarctic Research Expedition (1947–1948). Das UK Antarctic Place-Names Committee benannte sie 1976 nach der Insel Lilliput aus dem Roman Gullivers Reisen von Jonathan Swift aus dem Jahr 1726.